# Batocera rosenbergi
Batocera rosenbergi — вид жесткокрылых (жуков-усачей) из семейства Cerambycidae. Выделяют три подвида.

## Распространение
Обитают в Индонезии, в том числе на островах Суматра, Флорес, Сумбава и Ломблен.

## Описание
Крупные жуки с длинными усами (у самцов они длиннее тела примерно в два раза, у самок незначительно длиннее тела насекомого), длина тела может превышать 40-50 мм (максимальный размер оценивается в 65 мм). Цвет черновато-серый или черновато-коричневый, на теле имеются отметины от жёлтого до красно-оранжевого цвета.

## Биология
Обитают в тропических джунглях и в основном ведёт ночной образ жизни. Их личинки развиваются внутри стволов больных или недавно срубленных деревьев, питаясь их древесиной и помогая её разложить.

## Интересный факт

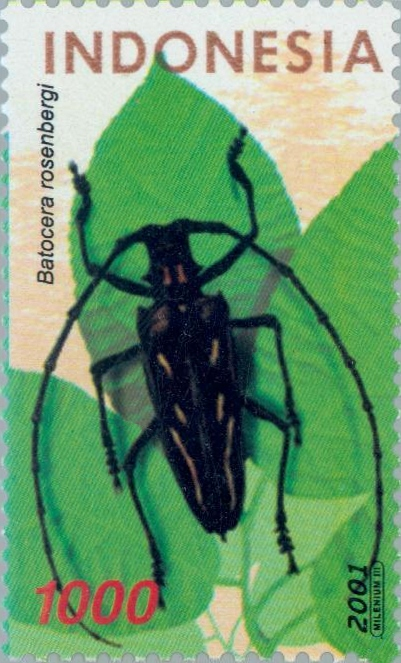

В 2001 году представитель вида был изображён на индонезийских почтовых марках.